# Resolutie 1514 Algemene Vergadering Verenigde Naties
Resolutie 1514 van de Algemene Vergadering van de Verenigde Naties werd aangenomen op 14 december 1960.
De resolutie wordt ook wel genoemd de Verklaring Inzake het Verlenen van Onafhankelijkheid aan Koloniale Landen en Volkeren. De officiële Engelse titel was Declaration on the Granting of Independence to Colonial Countries and Peoples.

## Context
Met de Resolutie duidde de meerderheid van de Algemene Vergadering buitenlandse overheersing als een schending van mensenrechten en bevestigde zij het recht op zelfbeschikking. Het roept op om stappen te nemen die een eind maken aan koloniale overheersing. De Verklaring wordt aangehaald in het Internationaal Verdrag inzake de Uitbanning van Alle Vormen van Rassendiscriminatie van 1965.

## Stemverhouding

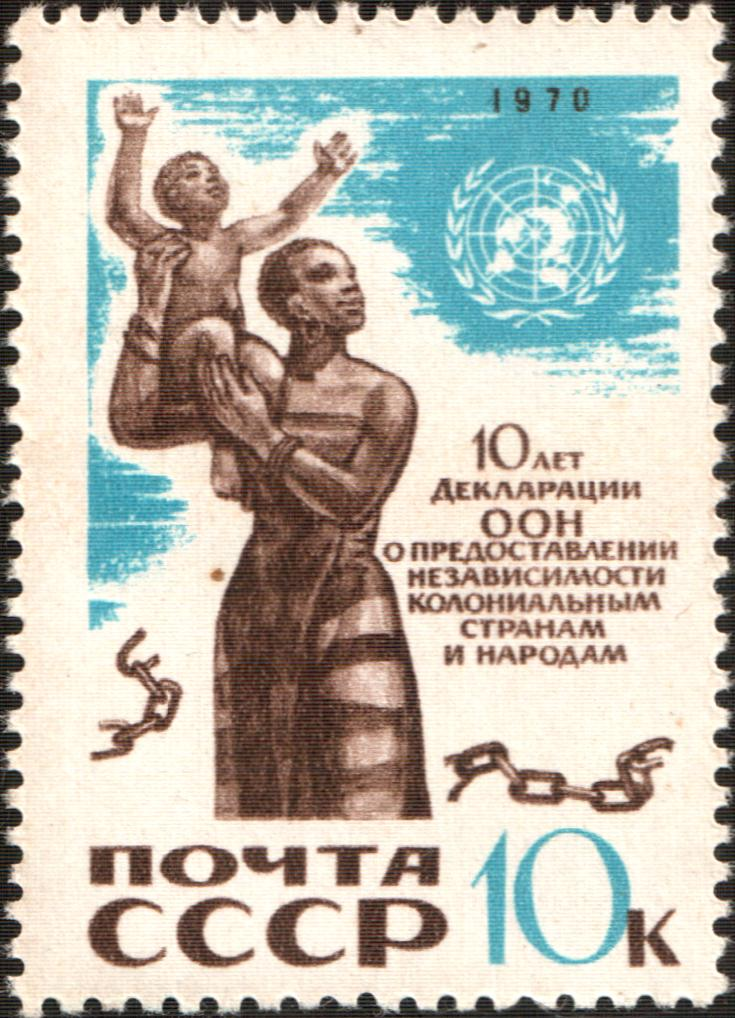
Sovjetpostzegel 10-jarig jubileum

De resolutie werd aangenomen met 89 stemmen voor, 0 tegen en 9 onthoudingen.
De Sovjet-Unie stelde een dekolonisatieverklaring als eerste voor, waarin werd opgeroepen tot snelle onafhankelijkheid van de resterende koloniën. Een aantal staten vond echter dat een te snelle dekolonisatie tot chaos in de voormalige koloniën zou leiden. 43 Aziatische en Afrikaanse staten kwamen met de uiteindelijke compromisverklaring waarin werd opgeroepen tot het nemen van onmiddellijke stappen. Deze verklaring had verschillende interpretaties.
De landen die zich onthielden van stemming, waren: Australië, België, de Dominicaanse Republiek, Frankrijk, Portugal, Spanje, de Unie van Zuid-Afrika, het Verenigd Koninkrijk en de Verenigde Staten. De Verenigde Staten waren al langer voorstander van dekolonisatie en er werd verwacht dat ze de verklaring zouden steunen. Vanwege druk vanuit het Verenigd Koninkrijk onthielden ze zich echter van stemming. Desondanks gaf de plaatsvervangend Amerikaanse afgevaardigde Zelma George na de stemming een staand applaus. Veel staten vonden dat de Verenigde Staten hen in de steek had gelaten.
Naast tegen, stemden Europese en NAVO-landen voor de verklaring waardoor er geen breed Westers standpunt over bestond. 